# (32889) 1993 TN29
1993 TN29 (asteroide 32889) é um asteroide da cintura principal. Possui uma excentricidade de 0.21814540 e uma inclinação de 3.25201º.
Este asteroide foi descoberto no dia 9 de outubro de 1993 por Eric Walter Elst em La Silla.